# Corryocactus brachypetalus
Corryocactus brachypetalus es una especie de planta suculenta perteneciente al género Corryocactus, dentro de la familia Cactaceae. Es endémica de Perú.

## Descripción

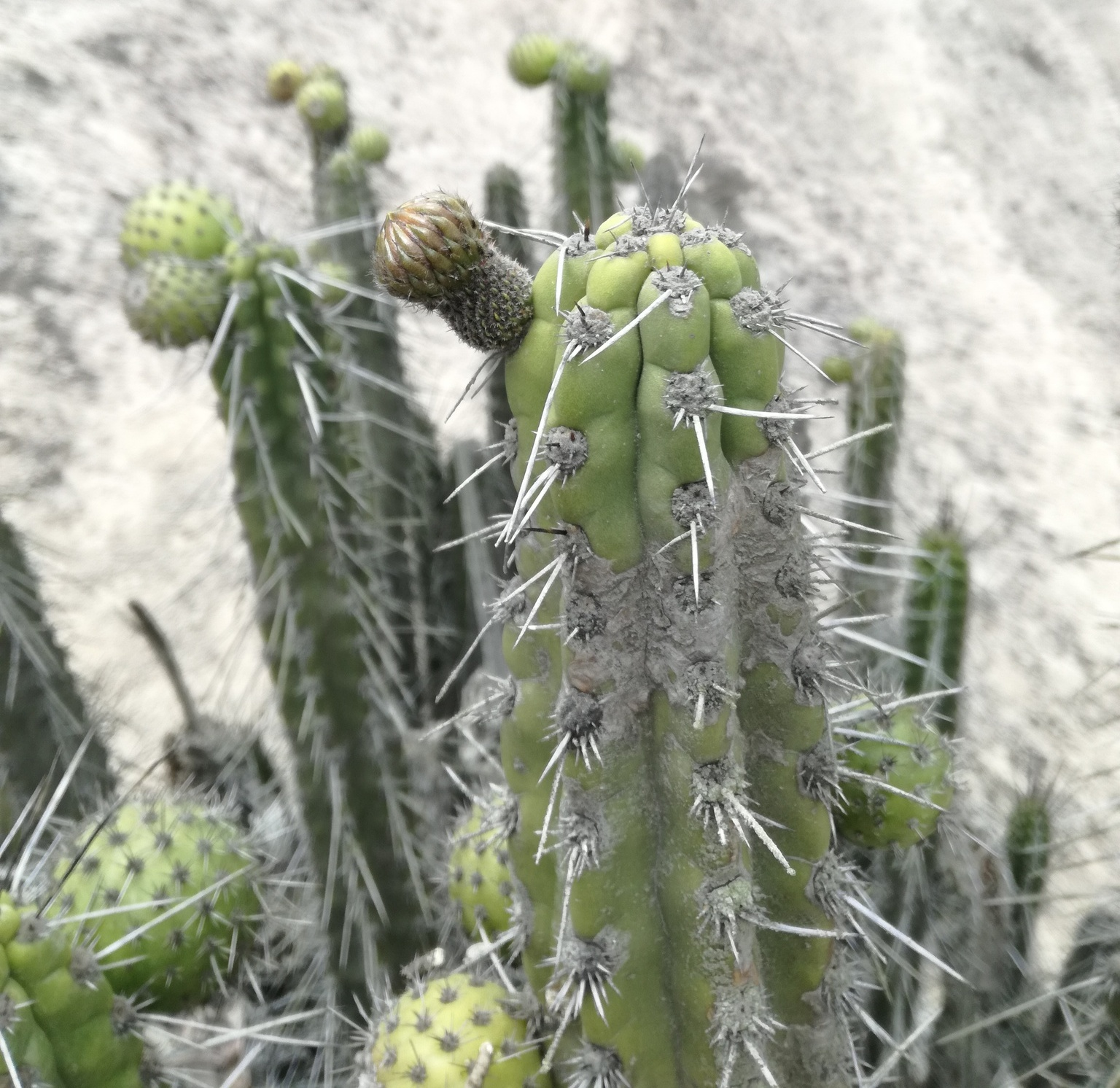
Detalle de sus espinas y frutos esféricos

Corryocactus brachypetalus es una especie de cactus arbustivo que se ramifica fuertemente desde la base, alcanzando alturas de 2 a 4 m. Los tallos crecen de forma erecta, son de color verde opaco y miden de 6 a 10 cm de diámetro.
Presentan de 7 a 8 costillas prominentes, sobre las cuales se asientan las areolas. Éstas contienen hasta 20 espinas desiguales, que aunque al principio son negras, se van aclarando con el tiempo. Ocasionalmente están retorcidas y aunque suelen medir menos de 1 cm de largo, una o más de ellas pueden llegar a medir entre 10 y 16 cm de largo.
Las flores tienen forma de embudo, son de color rojo anaranjado y miden de 4 a 6 cm de diámetro. Los frutos tienen forma esférica, son de color amarillo verdoso y están cubiertos de espinas (aunque las pierden al madurar). Miden de 6 a 7 cm de diámetro y contienen en su interior semillas opacas de 1,5 mm de largo.

## Distribución y hábitat
El área de distribución nativa de esta especie es Perú (concretamente en el departamento peruano de Arequipa), y crece principalmente en biomas desérticos o de matorral seco, entre los 50 y los 600 m s. n. m. (metros sobre el nivel del mar).

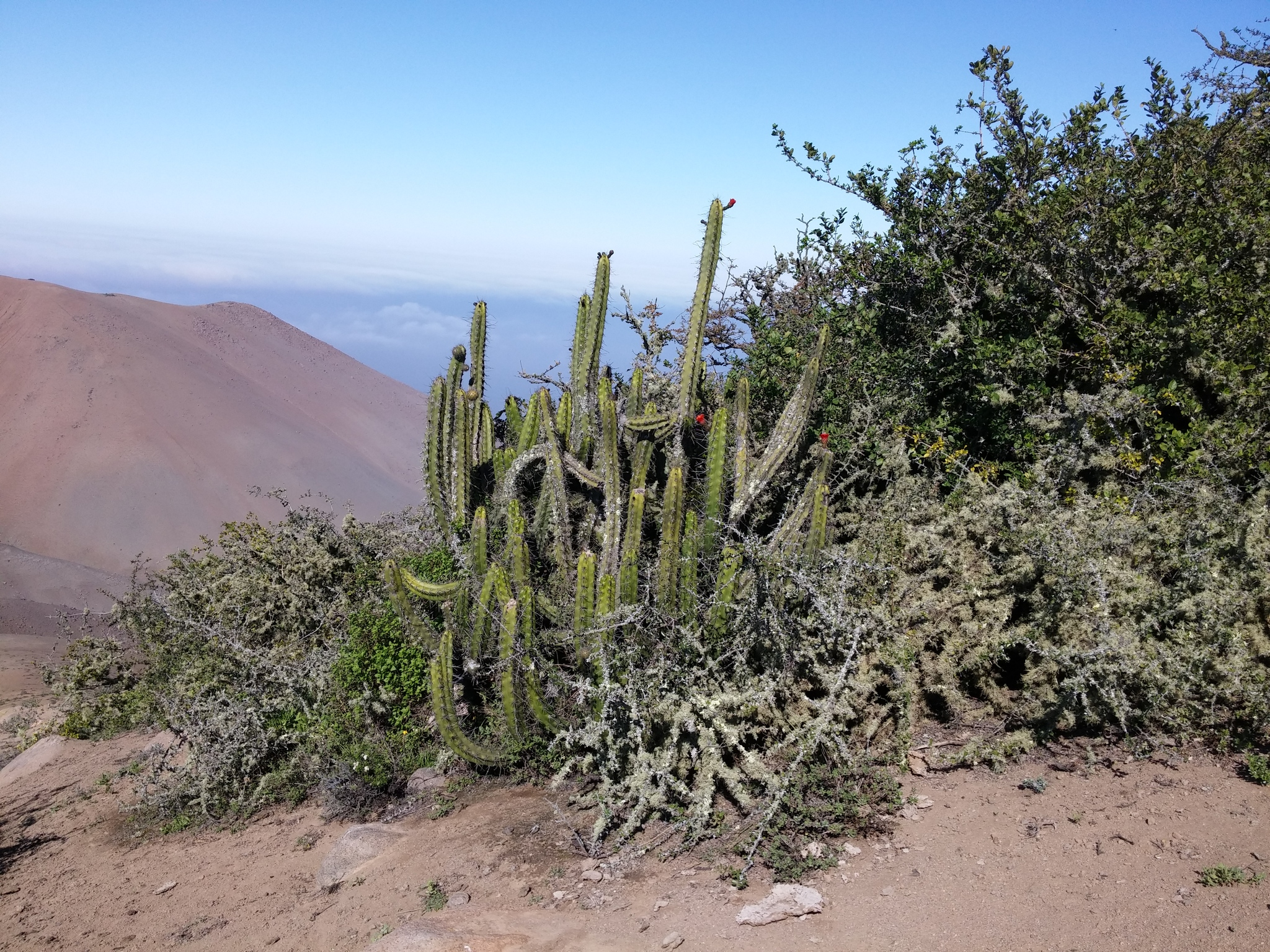
Planta creciendo junto a otras especies

## Taxonomía
La primera descripción de esta especie fue como Cereus brachypetalus, publicada en 1913 por el botánico alemán Friedrich Karl Johann Vaupel en la revista científica Botanische Jahrbücher für Systematik, Pflanzengeschichte und Pflanzengeographie 111: 16.
Posteriormente, los botánicos estadounidenses Nathaniel Lord Britton y Joseph Nelson Rose colocaron la especie en el género Corryocactus, pasando a llamarse Corryocactus brachypetalus y anotando estos cambios en el libro The Cactaceae; descriptions and illustrations of plants of the cactus family 2: 67 en el año 1920.
Etimología
- Corryocactus: nombre genérico otorgado en honor a Thomas Avery Corry (1862-1942), quien, como ingeniero de la compañía ferroviaria peruana Ferrocarril del Sur, ayudó a descubrir las plantas. De hecho, las primeras tres especies conocidas del género crecían cerca de la recién construida vía férrea. Además, la terminación cactus es un término latino que alude a las plantas del género Cactaceae.
- brachypetalus: epíteto específico que deriva de las palabras griegas brachys (que significa ‘corto’) y petalon (que significa ‘pétalo’), haciendo referencia a los característicos pétalos cortos de las flores de esta especie.[4]

## Estado de conservación

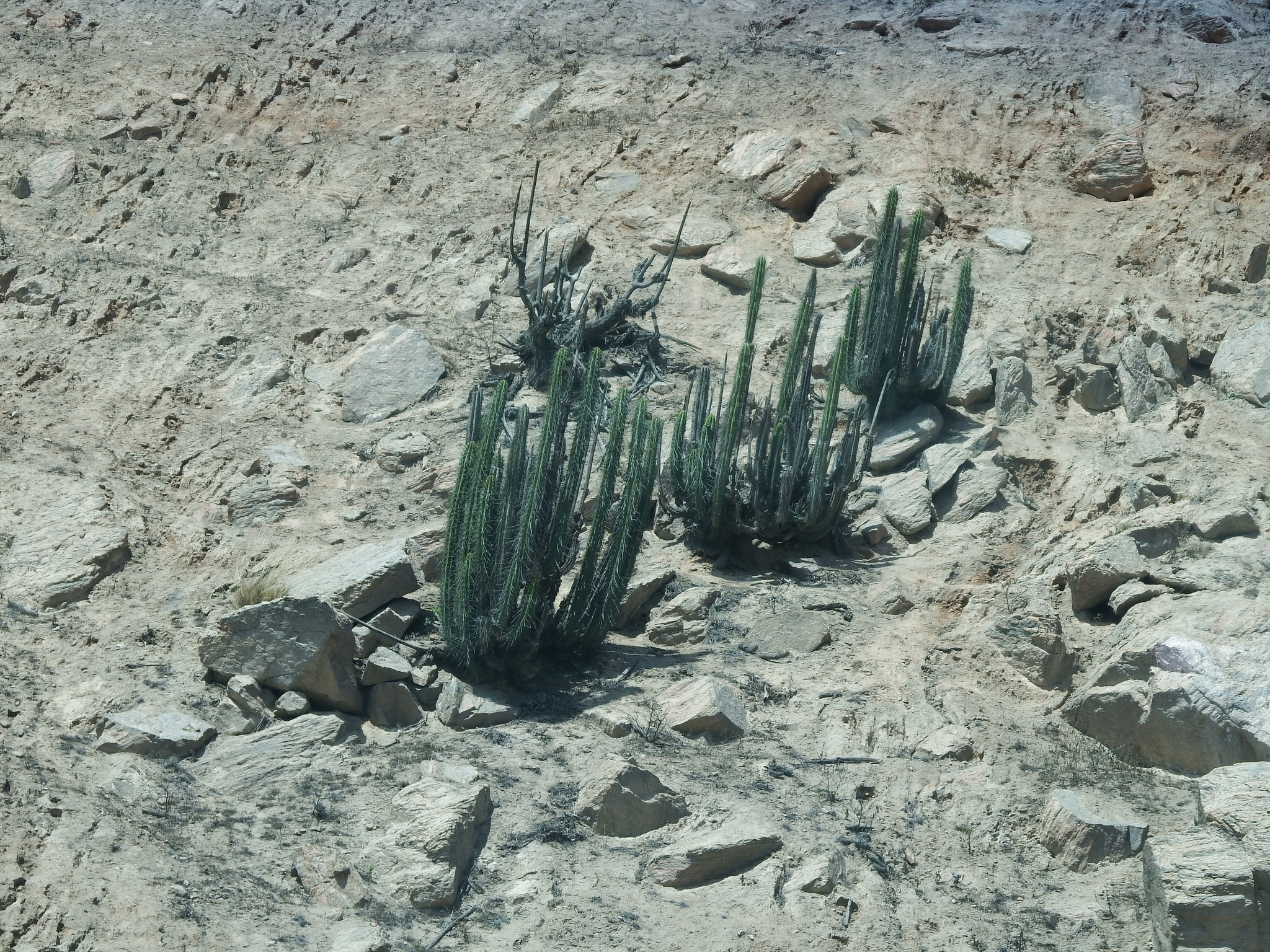
Plantas en su hábitat

En la Lista Roja de Especies Amenazadas de la UICN, la especie está clasificada como “En Peligro (EN)”.
Las principales amenazas que sufre la especie se deben a la sequía, la expansión urbana, el sobrepastoreo y la minería.

## Usos
Se cultiva principalmente como planta ornamental y su propagación se realiza a través de esquejes o semillas.